# 아즈마 요시히로
아즈마 요시히로(일본어: 東 佳弘 あずま よしひろ[*], 1991년 5월 7일~)는 일본의 육상 선수이다. 현재 간사이 대학 육우회 소속으로 뛰고 있다.